# Hyporthodus niveatus
Hyporthodus niveatus е вид бодлоперка от семейство Serranidae. Видът е уязвим и сериозно застрашен от изчезване.

## Разпространение и местообитание
Разпространен е в Аржентина, Аруба, Барбадос, Бахамски острови, Белиз, Бермудски острови, Бонер, Бразилия, Венецуела, Гватемала, Гвиана, Гренада, Колумбия, Коста Рика, Куба, Кюрасао, Мексико, Никарагуа, Панама, Саба, САЩ, Сейнт Винсент и Гренадини, Сейнт Лусия, Сен Естатиус, Суринам, Тринидад и Тобаго, Уругвай, Френска Гвиана и Хондурас.
Обитава крайбрежията и скалистите дъна на морета и заливи. Среща се на дълбочина от 30 до 492 m, при температура на водата от 12,8 до 25,7 °C и соленост 34,2 – 37,3 ‰.

## Описание
На дължина достигат до 1,2 m, а теглото им е максимум 30 kg.
Продължителността им на живот е около 27 години. Популацията на вида е намаляваща.